# Keith Hill
Keith Donovan Hill (nacido en Brooklyn, Nueva York el 5 de agosto de 1970) es un jugador profesional de baloncesto ya retirado de nacionalidad estadounidense cuya mayor parte de su carrera deportiva transcurrió en distintos clubes europeos.
Con una altura de 2,09 metros ocupaba la posición de pívot y se destacaba por su gran capacidad atlética lo que le permitían ser un jugador muy polivalente tanto ofensiva como defensivamente.
En la temporada 1997/98, cuando militaba en las filas del JDA Dijon de la LNB francesa finalizó la temporada como máximo reboteador de la competición con 8,8 rebotes por partido. Un año más tarde, cuando pertenecía al Sluc Nancy fue nominado como MVP del All-Stars de la LNB celebrado en París.

## Trayectoria deportiva
- 1990/91. NCAA. Shippensburg University.  Estados Unidos
- 1991/94. Ligas de Venezuela y Colombia.  Venezuela, Colombia
- 1994. EBA. Leymakao La Coruña.  España
- 1994/95. CBA. Chicago Rockers.  Estados Unidos
- 1995/96. Liga de Estonia. BC Tallinna Kalev.  Estonia
- 1996. LNB. EB Pau Orthez.  Francia
- 1996/97. HEBA. Olympia Larissa.  Grecia
- 1997/98. LNB. JDA Dijon.  Francia
- 1998/99. LNB. Sluc Nancy.  Francia
- 1999-00. ACB. Cáceres C.B.  España
- 2001. LNB. Montpellier Paillade Basket.  Francia
- 2001-02. Liga de Filipinas. San Miguel.  Filipinas
- 2002. LEB Oro. CAI Zaragoza.  España